# Edvard Collvin
Henrik Edvard Collvin (i riksdagen kallad Collvin i Skara), född 28 november 1851 i Väse, död 9 januari 1914 i Skara, var en svensk läkare och politiker (liberal). 
Edvard Collvin, som kom från en bondefamilj, blev medicine licentiat 1878 vid Uppsala universitet och anställdes samma år som stadsläkare i Skara, åren 1889–1901 som förste stadsläkare. Han var ledamot i stadsfullmäktige 1882–1914 och var fullmäktiges vice ordförande 1911–1913.
Han var riksdagsledamot 1903–1905 i andra kammaren för Lidköpings, Skara och Hjo valkrets och tillhörde Frisinnade landsföreningens riksdagsgrupp Liberala samlingspartiet. I riksdagen var han suppleant i 1903 års första särskilda utskott och år 1904–1905 års tillfälliga utskott.